# Maria Anna di Anhalt
Maria Anna di Anhalt-Dessau (Dessau, 14 settembre 1837 – Friedrichroda, 12 maggio 1906) fu una nobile del ducato di Anhalt.

## Biografia
Maria Anna era figlia di Leopoldo IV di Anhalt-Dessau, primo duca di Anhalt, e della principessa Federica di Prussia, nipote del re di Prussia Federico Guglielmo II.

## Matrimonio
Venne data in sposa al principe Federico Carlo di Prussia, nipote di Federico Guglielmo III di Prussia; il matrimonio venne celebrato a Berlino il 29 novembre 1854.
Maria Anna diede alla luce cinque figli:
- Maria Elisabetta Luisa Federica di Prussia (Berlino, 14 settembre 1855 - Dresda, 20 giugno 1888), che sposò Enrico dei Paesi Bassi e poi Alberto di Sassonia-Altenburg;
- Elisabetta Anna di Prussia (Potsdam, 8 febbraio 1857 - Adolfseck, 28 agosto 1895), che sposò Federico Augusto II, Granduca di Oldenburg;
- Anna Vittoria (Marmorpalais, 26 febbraio 1858 -Marmorpalais, 6 maggio 1858);
- Luisa Margherita Alessandra Vittoria Agnese (Potsdam, 25 luglio 1860 - Clarence House, 14 marzo 1917), che sposò Arturo di Sassonia-Coburgo-Gotha, figlio della regina Vittoria del Regno Unito;
- Gioacchino Carlo Guglielmo Federico Leopoldo di Prussia (Berlino, 16 novembre 1865 - distretto di Flatow, 13 settembre 1931), che sposò la principessa Luisa Sofia di Schleswig-Holstein-Sonderburg-Augustenburg.

Il matrimonio con Federico Carlo fu infelice. Dopo la nascita di Luisa Margherita, sua quarta femmina, si disse che il marito le schiaffeggiò le orecchie per non aver partorito un maschio. 
A detta del New York Times, solo le suppliche dell'imperatore Guglielmo I evitarono una separazione.
I contemporanei ritennero Maria Anna una delle donne più affascinanti della sua generazione. La principessa possedeva un rimarchevole talento per la pittura e la musica, e spesso consigliava le giovani in procinto di compiere il proprio debutto in società. Maria Anna era quasi completamente sorda e tale stato, a detta della sua amica, la principessa Catherine Radzwill, la rendeva estremamente timida ed imbarazzata ogni qualvolta si trovasse in compagnia. Comunque, sempre a detta della principessa, quando Maria Anna rimaneva da sola con un ospite, lontana dal baccano di molte conversazioni che potessero circondarla, diventava molto affascinante, e davvero spiritosa.
Dopo la morte del marito, avvenuta il 15 giugno 1885, Maria Anna lasciò Berlino per l'Italia, soggiornando principalmente a Napoli, Roma, e Firenze. Presto iniziarono a circolare voci sul fatto che ella avesse contratto un matrimonio morganatico con uno dei suoi scudieri, il capitano von Wagenheim.
Morì nel 1906 a Friedrichroda.

## Ascendenza
|                                  |                                  |                                           | Genitori                                               |  |  | Nonni |  |  | Bisnonni                      |  |  | Trisnonni                    |  |
|                                  |                                  |                                           |                                                        |  |  |       |  |  | Leopoldo III di Anhalt-Dessau |  |  | Leopoldo II di Anhalt-Dessau |  |
|                                  |                                  |                                           |                                                        |  |  |       |  |  | Leopoldo III di Anhalt-Dessau |  |  | Leopoldo II di Anhalt-Dessau |  |
|                                  |                                  | Gisella Agnese di Anhalt-Köthen           |                                                        |  |  |       |  |  | Leopoldo III di Anhalt-Dessau |  |  |                              |  |
| Federico di Anhalt-Dessau        |                                  |                                           |                                                        |  |  |       |  |  | Leopoldo III di Anhalt-Dessau |  |  |                              |  |
|                                  |                                  | Luisa di Brandeburgo-Schwedt              | Federico Enrico di Brandeburgo-Schwedt                 |  |  |       |  |  |                               |  |  |                              |  |
|                                  |                                  | Luisa di Brandeburgo-Schwedt              | Federico Enrico di Brandeburgo-Schwedt                 |  |  |       |  |  |                               |  |  |                              |  |
|                                  |                                  | Luisa di Brandeburgo-Schwedt              | Leopoldina Maria di Anhalt-Dessau                      |  |  |       |  |  |                               |  |  |                              |  |
| Leopoldo IV di Anhalt-Dessau     |                                  | Luisa di Brandeburgo-Schwedt              |                                                        |  |  |       |  |  |                               |  |  |                              |  |
|                                  |                                  | Federico V d'Assia-Homburg                | Federico IV d'Assia-Homburg                            |  |  |       |  |  |                               |  |  |                              |  |
|                                  |                                  | Federico V d'Assia-Homburg                | Federico IV d'Assia-Homburg                            |  |  |       |  |  |                               |  |  |                              |  |
|                                  |                                  | Federico V d'Assia-Homburg                | Ulrica Luisa di Solms-Braunfels                        |  |  |       |  |  |                               |  |  |                              |  |
| Amalia d'Assia-Homburg           |                                  | Federico V d'Assia-Homburg                |                                                        |  |  |       |  |  |                               |  |  |                              |  |
|                                  |                                  | Carolina d'Assia-Darmstadt                | Luigi IX d'Assia-Darmstadt                             |  |  |       |  |  |                               |  |  |                              |  |
|                                  |                                  | Carolina d'Assia-Darmstadt                | Luigi IX d'Assia-Darmstadt                             |  |  |       |  |  |                               |  |  |                              |  |
|                                  |                                  | Carolina d'Assia-Darmstadt                | Carolina del Palatinato-Zweibrücken-Birkenfeld         |  |  |       |  |  |                               |  |  |                              |  |
| Maria Anna di Anhalt             |                                  | Carolina d'Assia-Darmstadt                |                                                        |  |  |       |  |  |                               |  |  |                              |  |
|                                  | Federico Guglielmo II di Prussia | Augusto Guglielmo di Prussia              |                                                        |  |  |       |  |  |                               |  |  |                              |  |
|                                  | Federico Guglielmo II di Prussia | Augusto Guglielmo di Prussia              |                                                        |  |  |       |  |  |                               |  |  |                              |  |
|                                  | Federico Guglielmo II di Prussia | Luisa Amalia di Brunswick-Wolfenbüttel    |                                                        |  |  |       |  |  |                               |  |  |                              |  |
| Luigi di Prussia                 | Federico Guglielmo II di Prussia |                                           |                                                        |  |  |       |  |  |                               |  |  |                              |  |
|                                  |                                  | Federica Luisa d'Assia-Darmstadt          | Luigi IX d'Assia-Darmstadt                             |  |  |       |  |  |                               |  |  |                              |  |
|                                  |                                  | Federica Luisa d'Assia-Darmstadt          | Luigi IX d'Assia-Darmstadt                             |  |  |       |  |  |                               |  |  |                              |  |
|                                  |                                  | Federica Luisa d'Assia-Darmstadt          | Carolina del Palatinato-Zweibrücken-Birkenfeld         |  |  |       |  |  |                               |  |  |                              |  |
| Federica Guglielmina di Prussia  |                                  | Federica Luisa d'Assia-Darmstadt          |                                                        |  |  |       |  |  |                               |  |  |                              |  |
|                                  |                                  | Carlo II di Meclemburgo-Strelitz          | Carlo Ludovico Federico di Meclemburgo-Strelitz        |  |  |       |  |  |                               |  |  |                              |  |
|                                  |                                  | Carlo II di Meclemburgo-Strelitz          | Carlo Ludovico Federico di Meclemburgo-Strelitz        |  |  |       |  |  |                               |  |  |                              |  |
|                                  |                                  | Carlo II di Meclemburgo-Strelitz          | Elisabetta Albertina di Sassonia-Hildburghausen        |  |  |       |  |  |                               |  |  |                              |  |
| Federica di Meclemburgo-Strelitz |                                  | Carlo II di Meclemburgo-Strelitz          |                                                        |  |  |       |  |  |                               |  |  |                              |  |
|                                  |                                  | Federica Carolina Luisa d'Assia-Darmstadt | Giorgio Guglielmo d'Assia-Darmstadt                    |  |  |       |  |  |                               |  |  |                              |  |
|                                  |                                  | Federica Carolina Luisa d'Assia-Darmstadt | Giorgio Guglielmo d'Assia-Darmstadt                    |  |  |       |  |  |                               |  |  |                              |  |
|                                  |                                  | Federica Carolina Luisa d'Assia-Darmstadt | Maria Luisa Albertina di Leiningen-Dagsburg-Falkenburg |  |  |       |  |  |                               |  |  |                              |  |
|                                  |                                  | Federica Carolina Luisa d'Assia-Darmstadt |                                                        |  |  |       |  |  |                               |  |  |                              |  |